# Apomecyna atomaria
Apomecyna atomaria là một loài bọ cánh cứng trong họ Cerambycidae.